# 南波特兰 (缅因州)

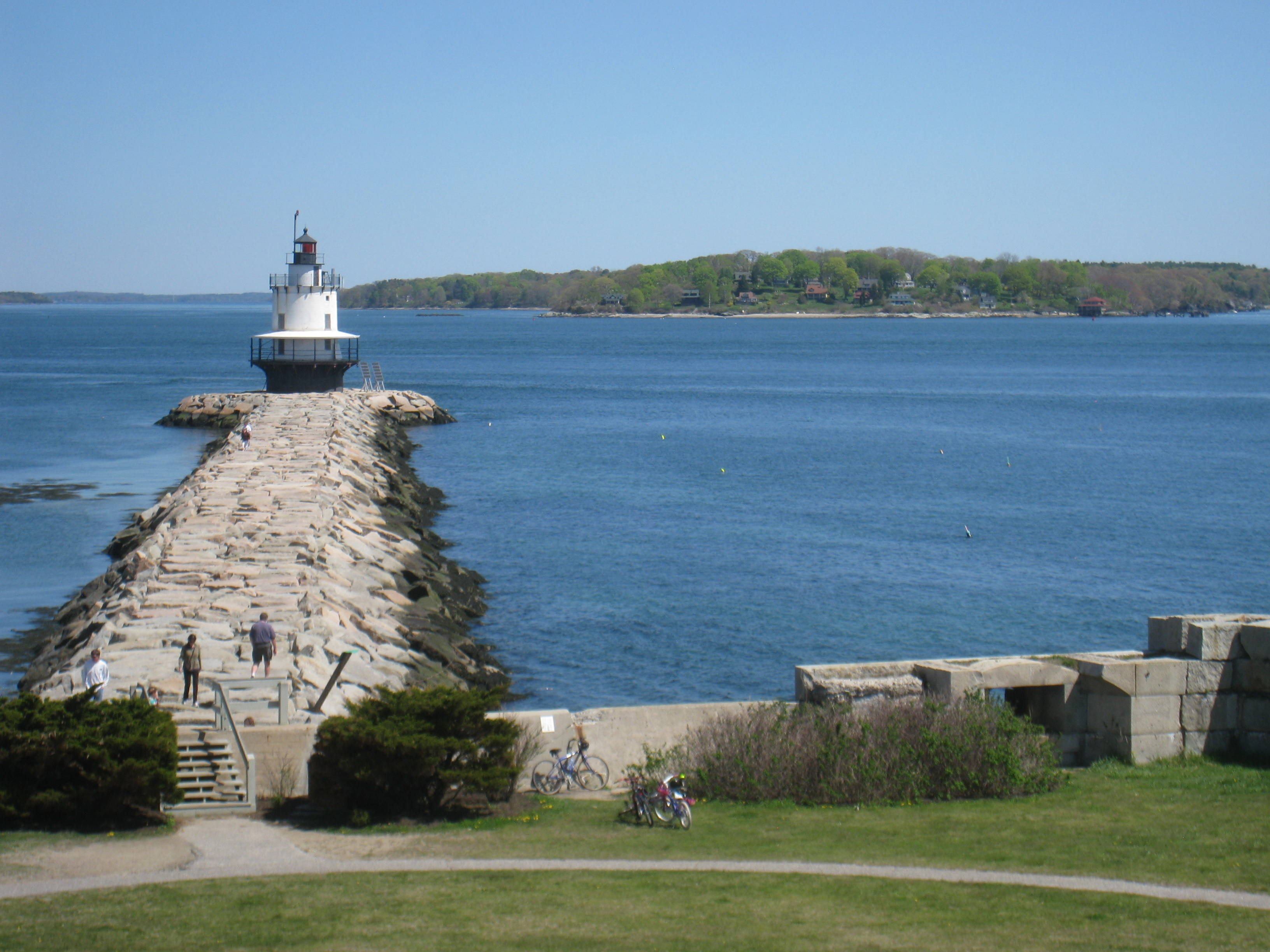
南波特蘭

南波特蘭（英語：South Portland），位於美國緬因州坎伯蘭縣，是該州的第四大的城市。根據美國2000年人口普查，人口為23,324人。南波特蘭建于1895年。它位于海滨，是波特蘭的港口，可以展望波特蘭天幕和卡斯考湾中的岛屿。由于波特蘭交通非常方便，因此南波特蘭成为当地的商业和工业中心。
波特兰、南波特兰和比迪福德共组為都市地区。

## 历史
1630年，第一批移民定居南波特兰。它不断扩大，成为一个有许多农庄的小居民区。1895年3月15日由于与伊丽莎白角就食水来源问题上无法达成协议它从伊丽莎白角分离出来，设镇，三年后成为城市。与波特兰一样它的饮水来于色罢哥湖，而伊丽莎白角的饮水则来于水井和其它当地来源。
1940年这里建造了一座造船厂为英国建造货船。美国参加第二次世界大战后改造船厂进一步扩展。南波特兰的造船厂共建造了236艘134米长的自由轮，占战时建造的自由轮总数的10%多。在其高峰期间造船厂雇有三万人空巷左右，其中包括数千妇女。她们取代入伍的男子工作。1945年大战结束后造船厂的工作逐渐停止。今天造船厂的遗址还可见，市内的一座公园里还有一座造船厂和工人的纪念碑。
在南波特兰的海滨有一座要塞，它是1808年保护波特兰海港建造的。在多次美国参加的战争中，包括南北战争、第一次世界大战和第二次世界大战它都被使用。它附近的灯塔是1897年由联邦政府建造的，用来标志一座危险的礁石。
在最近几十年中南波特兰演化为缅因州的零售中心。1950年代里建造的一座购物中心是缅因州第一座这样的大型购物中心：一条带屋顶的长街两侧全部是商店。这个被称为卡斯考湾桥的地区吸引了许多商店。
1960年代里缅因州需要一个大型购物中心的需要出现了因为波特兰的市中心无法容纳不断增高的零售市场。南波特兰的一个前农庄被选为新购物中心的地址，原因是因为它离95号州际公路近，对波特兰来说方便。1960年代末缅因购物中心的建造标志南波特兰西部地区的巨大转换的开始：从一个农业区转换为至今为止依然存在的大型零售中心。
南波特兰最老的市区，同时也是前“购物中心”是摆渡村（Ferry Village）。在卡斯考湾桥建成前去往波特兰港的人需要通过摆渡。第二次世界大战后造船厂被关闭后摆渡村的景色被改变了，它逐渐重新恢复了过去的气息，今天成为城市里最热门的居住区。
摆渡村的居民社群也是缅因州南部最活跃的之一。摆渡村市区保护协会（Ferry Village Neighboorhood Conservation Association）是1985年建立的，在1980年代里非常活跃，很快就改变了海滨的景色。

## 地理
根据美国人口调查局数据，南波特兰总面积37.0平方公里，其中31.1平方公里为陆地面积，6.0平方公里为水域面积，占总面积的16.15%。
南波特兰的地理位置为43°37′54″N 70°16′22″W / 43.63167°N 70.27278°W。

## 人口
按照2000年的人口普查南波特兰有23,324名居民，分10,047个户，6,038个家庭，其人口密度为每平方公里751.1人。其中95.80%是白人、0.63%是非裔美国人、0.33%是美洲土著人、1.59%是亚裔美国人、0.03%是太平洋土著人、0.31%是其他人中。1.31%是混血儿。西班牙裔和其他拉丁美洲裔的人占1.13%。
市内的10,047个户中27.6%有18岁以下的未成年人、45.1%是结婚夫妇、11.4%是带孩子的单身妇女、39.9%不是家庭、30.7%是单身汉、12.4%有65岁以上的老年人。平均每户2.27人，平均每个家庭2.85人。
市内的人口结构为22.3%在18岁以下、7.7%在18岁至24岁之间、32.2%在25岁至44岁之间、23.1%在45岁至64岁之间、14.6%在65岁以上。平均年龄为38岁。女子对男子的性别比为100：89.5。成年人的性别比为100：84.3。
平均每户年收入为42,770美元，家庭的平均年收入为52,833美元。男子的平均年收入为32,256美元，女子的平均年收入为28,630美元。人均年收入为22,781美元。4.9%的家庭和6.7%的居民生活在贫困线以下，其中包括7.5的未成年人和7.2%的老年人。

## 经济
南波特兰的经济非常多样化，这可以从它的海滨和市内的大零售中心看得出来。
南波特兰是波特兰-蒙特利尔输油管的起点，每年上百万桶原油被运送到南波特兰，原油在波特兰港的输入总吨位中占相当大的比例。
1922年建造的里格比火车站是新英格兰最大的火车站，今天依然运行。
南波特兰也有生产工厂，仙童半导体公司的总部位于南波特兰。
南波特兰是一个零售中心，缅因购物中心是缅因州最大和最繁忙的购物中心，每年吸引数以千计的消费者。

## 名胜
南波特兰有许多公园和广场。其中包括一条三英里长的徒步路，它穿过多个失去，并可以看海港。市中心的米尔·克里克公园（Mill Creek Park）有人工湖、桥梁和玫瑰园。公园里举办夏季音乐会、艺术展览、节日灯火和冬季滑冰等庆祝。南波特兰的海滨有数个休闲区，还有当地最后的一个自由沙滩。

## 教育
南波特兰有五座公费小学，两座中学和一座约有1000名学生的高等学校。
此外市内有两座基督教私费学校。

## 媒体
南波特兰有多个地方媒体集团报道市内新闻。
波特兰德公司电视、电台和杂志也提供南波特兰的新闻。